# Попов, Пётр Абрамович
Пётр Абрамович (Авраамович) Попов (18 [29] ноября 1755, Кунгур — 26 июня [8 июля] 1806, Пермь) — пермский купец 1-й гильдии, городской голова в 1790—1793 и 1805—1807 годах.

## Биография
Родился в Кунгуре 8 (29) ноября 1755 года в семье чердынского купца Авраама Ивановича Попова (1724—?) и его жены Парасковьи (Прасковьи) Ивановны, урождённой Верещагиной. У него были старшая сестра Домна (Доминика) и брат Михаил. Был купцом 2-й гильдии в Кунгуре, а с 1782 года — в Перми. В 1787 году он уже владел домом на Торговой улице, и, совместно с братом, домом на Петропавловской улице. Занимался торговлей и поставкой соли в Пермь и уездные города губернии совместно с Антоном Трофимовичем Пономарёвым. В конце XVIII века построил трёхэтажный каменный дом на Набережной улице, погибший при пожаре 1842 года. В 1784—1787 гг Пётр Абрамович занимал должность заседателя городского магистрата. С октября 1790 по 1793 год и с 1805 по 1807 год занимал пост пермского городского головы.
Скончался 26 июня (8 июля) 1806 года и был похоронен на Егошихинском кладбище.